# Edgar (opera)
Edgar är en opera i fyra akter (i ny version även med tre akter) med musik av Giacomo Puccini. Librettot av Fernando Fontana bygger på La coupe et les lèvres av Alfred de Musset.

## Historia
Efter operadebuten med Le Villi uppmanade musikförläggaren Ricordi Puccini att skriva en helaftonsopera med Fontana som librettist. Han valde Alfred de Mussets La coupe de les lèvres som underlag, men den tycks inte ha lämpat sig för Puccini. Han arbetade på operan i fem år som hade urpremiär på La Scala i Milano den 21 april 1889 och versionen i tre akter i Ferrara den 28 februari 1892. Den hade emellertid aldrig någon framgång och Puccini själv verkar heller inte ha satt den särskilt högt.

## Personer
| Roll                                          | Röstfack    | Rollbesättning vid urpremiären 21 april 1889 (Dirigent: Franco Faccio) |
| --------------------------------------------- | ----------- | ---------------------------------------------------------------------- |
| Edgar                                         | Tenor       | Gregorio Gabrielesco                                                   |
| Fidelia                                       | Sopran      | Aurelia Cattaneo                                                       |
| Tigrana                                       | Mezzosopran | Romilda Pantaleoni                                                     |
| Frank                                         | Baryton     | Antonio Magini-Coletti                                                 |
| Gualtiero, far till Fidelia och Frank         | Bas         | Pio Marini                                                             |
| Bönder, soldater, hovfolk, munkar, barn - Kör |             |                                                                        |

## Handling
Operan utspelar sig i Flandern år 1302 och handlingen har en viss likhet med Carmen. 
Akt I
Det är gryning i en liten flamländsk by. Fidelia väcker den sovande Edgar och ger honom en gren med mandelblommor men drar sig tillbaka då hon hör Tigrana närma sig. Tigrana är en zigenerska som har vuxit upp tillsammans med Fidelia och hennes bror Frank, som är förälskad i Tigrana. Hans känslor är inte besvarade. Edgar har tidigare levt ihop med Tigrana som försöker få honom att återuppta förbindelsen, men han föredrar Fidelias rena kärlek. Medan byborna är i kyrkan sjunger Tigrana en provocerande sång utanför, vilket väcker kyrkobesökarnas vrede. De kräver att hon skall köras ut ur byn, men då stiger Edgar ut ur sitt hus och hotar med att lämna byn i Tigranas sällskap. Innan han gör allvar av sitt hot sätter han eld på huset och tänker rymma med Tigrana, men Frank spärrar vägen för honom. De råkar i slagsmål och fast Franks far Gualtiero och Fidelia försöker gå emellan blir Frank skadad. Byborna förbannar de flyende.
Akt II
Edgar har tröttnat på sitt liv i vällust med Tigrana och längtar efter den kyska Fidelia. Tigrana försöker hålla kvar honom, men då han hör en skara soldater närma sig beslutar han ta värvning. Till sin överraskning finner han att Frank är kapten för truppen och de båda försonas. Tigrana tigger och ber att Edgar skall stanna men han är orubbligt besluten att bli soldat. Hon svär att hämnas.
Akt III
Edgar har stupat i strid och hans kropp bärs i full rustning i sorgeprocession. Bland de sörjande befinner sig Frank och en munk, som påstår sig ha tagit emot den döende Edgars bikt. Folket lovordar Edgar för hans tapperhet, men då träder munken fram och säger att han levde ett liv i lust och synd och antyder att han också gjorde sig skyldig till allvarligare brott. Mängden slår genast om och förbannar Edgar, dock inte Fidelia som vägrar tro på munkens ord. Då alla har försvunnit kommer den gråtande Tigrana. Frank och munken vill förmå henne att sprida ut rykten om Edgar men hon vägrar, och först när de frestar henne med juveler faller hon till föga. De kallar folket tillbaka och berättar att Edgar förrått sitt land för pengar. Detta bekräftar Tigrana, och soldaterna kastar sig rasande över den döda kroppen för att vräka den till marken. Då upptäcker de att rustningen är tom, och munken avslöjar att han är Edgar i förklädnad. Han har botats från sin liderlighet och omfamnar Fidelia, men Tigrana smyger sig på dem och sticker dolken i Fidelia. Soldaterna griper Tigrana medan Edgar sjunker ihop över sin älskades kropp.